# Oliver McCall
Oliver McCall, född 21 april 1965 i Chicago, Illinois, USA, är en amerikansk professionell tungviktsboxare, mest känd som världsmästare för organisationen WBC 1994–1995.

### Webbkällor
- McCall på Boxrec.com